# Halina Zaczek
Halina Zaczek właśc. Halina Zaczek-Kron (ur. 10 października 1929 w Krakowie, zm. 4 stycznia 2025 tamże) – polska aktorka, pedagog, emerytowana profesor nadzwyczajny Państwowej Wyższej Szkoły Teatralnej (PWST) w Krakowie, była prodziekan i prorektor PWST. Od 1991 profesor zwyczajny sztuk teatralnych.

## Wykształcenie
- 1945-1949: VII Państwowe Liceum Ogólnokształcące im. Adama Mickiewicza w Krakowie, ukończone egzaminem maturalnym
- 1949-1953: Państwowa Wyższa Szkoła Aktorska w Krakowie dyplom ukończenia
- 1963: Zarządzenie ministra Kultury i Sztuki uprawniające (od 1964 r.) do używania tytułu magister sztuki

## Praca zawodowa
- 1953–1955: Teatr Wybrzeże w Gdańsku – aktorka
- 1955–1990: Teatr im. J. Słowackiego w Krakowie – aktorka
- 1956–2002: Państwowa Wyższa Szkoła Teatralna w Krakowie – pedagog

## Działalność dodatkowa
- sprawowanie opieki artystycznej nad Misterium Pasyjnym w Kalwarii Zebrzydowskiej (1987–1988),
- udział w programach realizowanych w Krakowie z okazji Tygodnia Kultury Chrześcijańskiej (lata 80.),
- występy w koncertach i wieczorach artystycznych poświęconych poezji i muzyce,
- juror konkursu recytatorskiego dla dzieci i młodzieży szkół średnich,
- ławnik Sądu Rejonowego w Krakowie (1977–80),
- uczestnictwo w działalności Teatru Hagiograf im. św. Teresy z Lisieux,
- prowadzenie ćwiczeń ze scen aktorskich w ramach „Warsztatów Teatralnych” w PWST w Krakowie – 2007 r.

## Życie prywatne
Córka Piotra i Heleny z domu Kłosińskiej.
Żona Leszka Herdegena (od 4 czerwca 1952 do 1961),  a później Gustawa Krona (od 1966 do 1971).
Pochowana w grobie rodziców na cmentarzu Rakowickim w Krakowie (kwatera PAS 61, rząd południowy).

## Informacje uzupełniające
- 1991 – Prezydent Rzeczypospolitej Polskiej – nadanie tytułu naukowego profesora sztuk teatralnych,
- 1988 – Minister Kultury i Sztuki – mianowanie na stanowisko docenta w PWST w Krakowie,
- 1988 – Rada Wyższego Szkolnictwa Artystycznego zatwierdza uchwałę Rady Wydziału Aktorskiego PWST w Krakowie o posiadaniu kwalifikacji do zajmowania stanowiska docenta na kierunku aktorskim – Uchwałę Rady Wydziału poprzedził przewód kwalifikacyjny na stanowisko docenta (drugi stopień kwalifikacji),
- 1987 – Minister Kultury i Sztuki – powołanie do pełnienia funkcji Prorektora PWST w Krakowie na okres 1987–1990,
- 1984 – Minister Kultury i Sztuki – mianowanie na stanowisko Prorektora PWST w Krakowie na okres 1984–87,
- 1974 – Rektor PWST w Krakowie – powołanie do pełnienia funkcji Prodziekana Wydziału Aktorskiego PWST w Krakowie (dwie kadencje do 1978),
- 1966 – PWST Wydział Aktorski w Krakowie – przewód kwalifikacyjny I stopnia (stanowisko adiunkta).

## Przebieg pracy artystycznej
- 1953 PWSA w Krakowie – praca dyplomowa
  - Zofia – A. Fredro „Przyjaciele”
  - Waria – K. Simonow „Chłopiec z naszego miasta”

- Państwowy Teatr „Wybrzeże”, Gdańsk
  - 1953	scenki – Teatr Satyry „Żart od morza”
  - 1953	Askaniusz – Molier „Zwady miłosne”
  - 1954	Nora – H. Ibsen „Nora” („Dom Lalki”)
  - 1955	Ewa – B. Brecht „Pan Puntira i jego sługa Matti”

- Państwowy Teatr im. J. Słowackiego, Kraków
  - 1955	Magda Słotwiński-Skowroński „Imieniny Pana Dyrektora”
  - Ajten N. Hikmet „Pierwszy dzień święta”
  - 1956	Żona J. Szaniawski „Dwa teatry”
  - Rachel S. Wyspiański „Wesele”
  - Haneczka S. Wyspiański „Wesele”
  - 1957	Córka Illa F. Dűrrenmatt „Wizyta Starszej Pani”
  - Diana E. Filippo „Filomena Marturano”
  - Catherine E. Grzymała-Siedlecki „Popas Króla Jegomości”
  - Katarzyna Bierżewicz „Bolero”
  - 1958	Sonia F. Dostojewski „Zbrodnia i kara”
  - Fołtasiówna J. Jurandot „Mąż Fołtasiównej”
  - 1959	Filokomazjum Plautus „Żołnierz samochlał”
  - Inga L. Kruczkowski „Pierwszy dzień wolności”.
  - 1960	Wirginia B. Brecht „Życie Galileusza”
  - Anna H. Vogler „Dwanaście białych wielbłądów”
  - Tancerka K. Krumłowski „Królowa przedmieścia”
  - 1961	Gizela W. Gibson „Dwoje na huśtawce”
  - Lilla J. Słowacki „Lilla Weneda”
  - 1962	Anusia A. Sztein „Ocean”
  - 1963	Hummelowa L. Kruczkowski „Przygoda z Vaterlandem”
  - Zosia W. Bogusławski „Krakowiacy i Górale”
  - 1964	Sikorka J. Broszkiewicz „Przychodzę opowiedzieć”
  - Kasia W. Szekspir „Jak wam się podoba”
  - 1965	Dolly O. Wilde „Mój brat niepoprawny”
  - Lili M. Hennequin „Kłamczucha”
  - Nike spod Salaminy S. Wyspiański „Noc Listopadowa”
  - 1967	Sekretarka J. Jurandot „Pamiątkowa fotografia”
  - 1968	Baronowa Lelika Skwaczek M. Jasnorzewska-Pawlikowska „Baba dziwo”
  - 1969	Syrena S. Wyspiański „Powrót Odysa”
  - Piosenkarka E. Bryll „Rzecz Listopadowa”
  - Dziennikarka E. Bryll „Rzecz Listopadowa
  - 1969	Czepcowa S. Wyspiański „Wesele”
  - 1970	Podsędkowa J. Wybicki „Kulig”
  - Diabeł E. Bryll „Janosik, czyli na szkle malowane”
  - 1971	Tetyda S. Wyspiański „Achilleis”
  - Anna Wojnicew A. Czechow „Płatonow”
  - 1972	Zobunowa M.Gorki „Jegor Bułyczow i inni”
  - Żona podoficera M. Gogol „Rewizor”
  - 1973	Przodownica II półchóru Arystofanes „Kobiety święcą Tesmoforie”
  - 1974	Matka J. Szaniawski „Dwa teatry” („Matka”)
  - Matka Zosi J.A. Kisielewski „Karykatury”
  - 1976	Luiza Rafi E. Bond „Morze”
  - Olga według F. Kafki „Zamek”
  - 1977	Akulina Iwanowna M. Gorki „Mieszczanie”
  - 1978	Noc S. Wyspiański „Akropolis”
  - Katarzyna Stockman H. Ibsen „Wróg ludu”
  - 1979	Hrabina Respektowa J. Słowacki „Fantazy”
  - Dama na podstawie tekstów J. Słowackiego „Wygnaniec”
  - 1980	Marta Bernick H. Ibsen „Podpory społeczeństwa”
  - 1981	Helena L. Bellon „Czwartkowe damy”
  - 1982	Wróżka L. Maeterlinck „Niebieski ptak”
  - Eleonora S. Mrożek „Tango”
  - 1984	Radczyni S. Wyspiański „Wesele”
  - 1985	Hrabina W. Zawistowski „Wysocki”
  - 1986	Amalia Feistrich M. Bałucki „Niewolnice z Pipidówki”
  - 1990	Kierowniczka P. Kohout „Atest”

Ponadto udział w sztukach:
- J. Słowacki „Kordian”
- S. Wyspiański „Wyzwolenie”
- A.Gribojedow „Mądremu biada”
- A. Mickiewicz „Dziady”
- J. Kochanowski „Odprawa posłów greckich”
- J. Kochanowski „Fenomena”
- F.G. Lorca „Panna Rosita”

Teatr Telewizji:
- Zofia żona Iwana M. Gorki „Ostatni”
- Zofia Parmen S. Żeromski „Grzech”
- Cimkiewiczowa K.H. Rostworowski „U mety”
- Matilde E.Filippo „Wielka magia”

Role w innych widowiskach w TV:
- „Maria i Gertruda”
- „Wassa Żeleznowa”
- „Legenda”
- „Czapka błazeńska”
- „Jarmark na dzień 27 marca”
- „Chłopiec z tonącej wyspy”
- „Józik Srokacz”
- „Łucja z Pokucic”
- „Każdy ratuje siebie”
- Żałoba przystoi Elektrze”
- „Dary wiatru północnego”.

## Przebieg pracy dydaktyczno-wychowawczej
- PWST w Krakowie Wydział Aktorski
  - 1956 – rozpoczęcie pracy dydaktycznej
  - 1963–66 – stanowisko starszego asystenta
  - 1966–74 – stanowisko adiunkta
  - 1974–82 – stanowisko starszego wykładowcy
  - 1982–88 – stanowisko docenta kontraktowego
  - 1988–90 – stanowisko docenta mianowanego
  - 1990–2001 – stanowisko profesora nadzwyczajnego

Rodzaj pracy
- przeprowadzenie ćwiczeń ze studentami pod opieką pedagoga prowadzącego dany przedmiot,
- asystent reżysera przy opracowywaniu warsztatów dyplomowych (pedagodzy: doc. Jerzy Kaliszewski, doc. Jerzy Merunowicz, dyr. Zygmunt Hübner, prof. Bronisław Dąbrowski),
- samodzielne prowadzenie zajęć ze studentami I, II i III roku studiów.

Przedmioty będące tematem zajęć
- proza,
- elementarne zadania aktorskie,
- wiersz i recytacja estradowa,
- sceny ze sztuk współczesnych,
- sceny ze sztuk klasycznych,
- akty ze sztuk współczesnych,
- akty ze sztuk klasycznych.

Praca uzupełniająca:
- opieka pedagogiczna w Teatrze Studentów PWST,
- rok 1969 – H. Pinter „Dozorca”, reżyser: student Mikołaj Grabowski,
- rok 1970 – M. Schisgal „Tygrys”, reżyser: student Ryszard Spyt.

## Nagrody
- 1968 – Ministra Kultury i Sztuki – Indywidualna III stopnia za szczególne osiągnięcia w pracy dydaktyczno-wychowawczej.
- 1974 – Ministra Kultury i Sztuki – Indywidualna III stopnia za szczególne osiągnięcia w pracy dydaktyczno-wychowawczej.
- 1978 – Jubileuszowa z okazji 25 lat pracy artystycznej – Dyrektora Państwowego Teatru im. J.Słowackiego w Krakowie.
- 1981 – Rektora PWST w Krakowie z okazji Dnia Nauczyciela.
- 1983 – Jubileuszowa za 20 lat pracy zawodowej – Rektor PWST w Krakowie.
- 1985 – Jubileuszowa za 25 lat pracy zawodowej – Rektor PWST w Krakowie.
- 1989 – Wydziału Kultury i Sztuki Urzędu Miasta Krakowa.
- 1989 – Jubileuszowa za 30 lat pracy w PWST – Rektor PWST w Krakowie.
- 1989 – Ministra Kultury i Sztuki – Indywidualna I stopnia za szczególne osiągnięcia w dziedzinie dydaktyczno-wychowawczej.
- 1995 – Jubileuszowa za 35 lat pracy zawodowej w PWST – Rektor PWST w Krakowie.
- 1999 – Jubileuszowa za 45 lat pracy zawodowej – Rektor PWST w Krakowie.

## Odznaczenia
- Krzyż Kawalerski Orderu Odrodzenia Polski (1987)
- Złoty Krzyż Zasługi (1976)
- Medal 40-lecia Polski Ludowej (1985)
- Medal Komisji Edukacji Narodowej (1996)
- Odznaka Zasłużony Działacz Kultury (1983)
- Złota Odznaka "Za pracę społeczną dla m. Krakowa" (1981)